# Si si si No no no
Si si si No no no è il sesto album del gruppo musicale ska italiano Vallanzaska, pubblicato nel 2004 dall'etichetta discografica Maninalto!.

## Tracce
CD (Maninalto!)
1. Cime – 4:31
2. Johnny Boy – 2:15
3. Montecarlo – 4:15
4. Alieni – 3:24
5. Si si si No no no – 2:53
6. Coccinella – 3:40
7. Running One – 0:33
8. Diccelo – 2:47
9. Inno di Puodarsia – 2:32
10. Ecomostro – 3:27
11. Da Domani – 3:20
12. Nimmistica – 0:27
13. Tarantella – 2:12
14. Rinoceronte – 3:36
15. Skacco al Re (+ ghost track) – 18:25

Durata totale: 58:17